# Келераш (станція)
Келераш (рум. Gara Călăraşi) — проміжна залізнична станція Молдовської залізниці на неелектрифікованій лінії Кишинів — Унгени. Розташована в однойменному місті, за 50 км на північний захід від столиці Молдови.

## Історія
Станція відкрита 1875 року під час будівництва залізничної лінії Кишинів — Унгени через місто Келераш. Даний напрямок згодом сполучив Кишинів з Румунією.
У 1877 році завершено будівництво Бендеро-Галацької залізниці, яка відкрила вихід  до річки Дунай та Румунії.

## Пасажирське сполучення
На станції зупиняються пасажирські поїзди.
| Рух пасажирських поїздів по станції Келераш | Рух пасажирських поїздів по станції Келераш | Рух пасажирських поїздів по станції Келераш                                                                                    | Рух пасажирських поїздів по станції Келераш |
| №                                           | Маршрут сполучення                          | Проміжні станції | Періодичність курсування                    |
| ------------------------------------------- | ------------------------------------------- | --- | ------------------------------------------- |
| 105/106                                     | Кишинів — Бухарест                          | Унгени, Ясси, Роман, Фокшани                                                                                                   | Щоденно                                     |
| 341/342                                     | Кишинів — Москва                            | Унгени, Дрокія, Окниця, Могилів-Подільський, Жмеринка, Вінниця, Київ, Конотоп, Брянськ-Орловський, Сухиничі-Головні, Калуга II | Скасований з березня 2020 року              |
| 821/824                                     | Кишинів — Ясси                              | Унгени | Щоденно                                     |
| 831/826                                     | Кишинів — Унгени                            | | Щоденно                                     |